# Rüthen
Rüthen é uma cidade da Alemanha localizado no distrito de Soest, região administrativa de Arnsberg, estado de Renânia do Norte-Vestfália. Está situdada entre o Haarstrang e o vale do rio Möhne.
Municípios ao redor de Rüthen são:
Erwitte
Geseke
Büren
Brilon
Olsberg
Bestwig
Warstein
Anröchte
O município possui um terreno de 158 km², cerca de 31% disso floresta.
Rüthen é dividido em as seguintes partes:
- Rüthen (5.360 habitantes)
- Altenrüthen (550 habitantes)
- Drewer (780 habitantes)
- Hemmern (170 habitantes)
- Hoinkhausen (170 habitantes)
- Kallenhardt (1.810 habitantes)
- Kellinghausen (90 habitantes)
- Kneblinghausen (310 habitantes)
- Langenstrasse-Heddinghausen (460 habitantes)
- Meiste (410 habitantes)
- Menzel (426 habitantes)
- Nettelstädt (111 habitantes)
- Oestereiden (870 habitantes)
- Weickede (25 habitantes)
- Westereiden (530 habitantes)